# Рождество Христово (Владимир Волински)
Храмът „Рождество Христово“ (на украински: Кафедральний Собор Різдва Христового; преди това – „Послания на апостолите“) е архитектурен паметник с национално значение в стил късен барок в град Владимир-Волински, Волинска област.

## История
През 1718 г. Ядвига Загоровска, волинска кастеланка, изпраща йезуитска мисия в града. През 1755 г. слонимския староста Игнаций Садовски поставя основите на йезуитска църква, чието изграждане продължава 15 години. Проектът е на йезуитския архитект Михал Радзимински (според други източници – Павел Гижицки). През 1762 г. мисията получава статут на манастир. През 1770 г. храмът е осветен. През 1773 г. папа Климент XIV издава бревето Dominus ac Redemptor, с което премахва йезуитския орден и затваря всички институции на ордена в Полша и Русия. През 1782 г. Образователната комисия на Жечпосполита прехвърля църквата и манастира на гръкокатолическия орден на василианците, а през 1840 г., в резултат на преминаването на ордена към православието, манастирът става православен (мъжки). Интериорът на храма е преустроен, за да отговоря на нуждите на православната църква.
От 1891 г. храмът е резиденция на владимирските православни епископи. През 1921 г., след присъединяването на Волиния към Полша, църквата отново е предадена на римокатолическата църква. Храмът се превръща в енорийски. През този период са направени ремонти за възстановяване на първоначалния вид на храма, по-специално са възстановени кръглите прозорци на южната странична стена на църквата. Римокатолическата енория в църквата работи до 1945 г.
По време на Втората световна война взрив на бомба поврежда северната ризница и презвитерия. След войната енорията е ликвидирана, а църквата е взета под закрила като архитектурен паметник. От 1983 г. започват ремонтни и възстановителни работи. През 1991 г. храмът е прехвърлен на православната общност.

## Архитектура
Катедралата е еднокорабна църква, построена в правоъгълен план с къс трансепт, полукръгъл презвитерий и две ризници. Оригиналната вдлъбната фасада е оградена от две триетажни осемстранни кули. Западната главна фасада на нивото на втория етаж е украсена с пиластри с формовани капители от коринтския орден, корниз и полукръгли ниши, в които вероятно някога са стояли скулптури на светци. Прозорците на южната и северната фасада на първото ниво са кръгли, на второто ниво прозоречните отвори са с дъговидни краища, прозорците са украсени с гипсови листове, повтарящи формата на отворите. Нартексът е покрит с плосък таван, наосът на църквата има полукръгли сводове с носещи арки, опиращи се на полуколони на стените.
Като цяло архитектурата на йезуитската църква по отношение на качеството на строителните работи, архитектурния декор и строителния дизайн е един от оригиналните паметници от късния бароков период във Волиния.

## Галерия
- Храм „Посланието на апостолите“. 1932 година.
- Храмът откъм западната страна. 2010 година.
- Централна фасада
- Катедралата от югозападната страна
- Интериор
- Иконостас
- „Христос на Голгота“